# ليتني كنت أعمى
ليتني كنت أعمى هي رواية للكاتب الفلسطيني وليد الشرفا. صدرت عن دار الأهلية للنشر والتوزيع الأردنية عام 2019، وتقع في 158 صفحة من القطع المتوسط، وهي الرواية الثالثة بعد "القادم من القيامة" و"وراث الشواهد" التي فازت ضمن القائمة القصيرة لجائزة البوكر العربية العالمية. تحمل الرواية في طياتها سردًا يعكس معاناة الشعب الفلسطيني في ظل الاحتلال الإسرائيلي، موفرة للقارئ فرصة للتعرف على الواقع الفلسطيني بكل مآسيه وآماله.

## محتوى الرواية
رواية ليتني كنت أعمى تمثل رحلة ألم فلسطيني لا ينتهي، تصوّره بمزيج من السخرية والجدية، مع تزاوج بين الحداثة والمأساة. بأسلوب سردي فني مؤثر، يرسم الكاتب صورة قاتمة ولكن صادقة للواقع الفلسطيني، عبر مفارقات بين الأمل في العودة والواقع المعاش. الرواية ليست مجرد سرد للأحداث بل هي دعوة للعالم لفهم القضية الفلسطينية من خلال عين الإنسان الذي لا يرى لكن يتألم بعمق، كما تقدم تأملات فلسفية حول الإنسان والألم، والحرية المفقودة.

#### الأسلوب السردي والمحتوى
تدور أحداث الرواية في سياق سريالي حيث يُصوّر مشهدًا صادمًا في شوارع رام الله، إذ يقود علي الأعمى، الذي فقد بصره جراء الاحتلال، ياسر مبتور الساق على كرسي متحرك، وسط شتائم وإهانات من المارة الذين يعترضون طريقهم. المشهد يكشف عن قسوة الواقع الفلسطيني، ويفجر تساؤلات علي حول النهاية التي لم يكن يتوقعها. هذا المقطع يمثل بداية لرواية تنتقد بقوة الأوضاع السياسية والاجتماعية الفلسطينية، معبرة عن الألم الناتج عن انقسام الشعب وتخاذل الفصائل.

#### صور الألم والتضحيات
الصور في الرواية ليست مجرد أوصاف بل هي أدوات توصيل مرئية تترك أثراً عميقاً في الذاكرة. يستعرض الكاتب صوراً مؤلمة عن معاناة الفلسطينيين، مثل الطفلة التي وُلدت أثناء قصف بيروت عام 1982 من بطن أمها الميتة، أو فستان أم الأمين الأزرق الذي يمثل رمزًا للحياة والموت معًا. هذه الصور المروعة تلتصق في ذهن القارئ، مما يجعل الرواية تتميز بأسلوب سردي يحاكي الواقع الفلسطيني بألوانه القاتمة. إن تصوير الواقع الفلسطيني من خلال صور أليمة يعكس فكرة أن فلسطين هي أكثر من مجرد مكان، بل هي جرح مفتوح في الذاكرة الجماعية.

#### الرمزية الفنية والأدبية
تميزت الرواية بالإستعانة بالرموز الفنية والأدبية العالمية، حيث يتجاوز الكاتب الحدود الجغرافية ليجعل القضية الفلسطينية جزءًا من التراجيديا الإنسانية العالمية. يستخدم الشرفا رموزًا مثل لوحة "مذبحة الأبرياء" للفنان جويدو ريني، ورواية "الغريب" لألبير كامو، وغيرها من الرموز الأدبية والفنية التي تعزز من عولمة القضية الفلسطينية، مما يعطي الرواية بُعدًا إنسانيًا عميقًا.

#### المكان والزمان في الرواية الفلسطينية
إن المكان في الرواية يصبح أكثر من مجرد خلفية للأحداث؛ إنه يشكل معركة الوجود الفلسطيني. في "ليتني كنت أعمى"، يتجسد هذا من خلال الرحلة المأساوية بين بيروت ورام الله، حيث يتم تمثيل الانتقال بين المنفى والوطن عبر الأماكن المغلقة مثل سيارات الإسعاف وغرف المستشفيات. كما برز هذا التناقض بين السجن وسيارة الإسعاف كرمزية لمعاناة الفلسطينيين الذين يعانون من الاحتلال والفقدان، لكنهم متمسكون بالأمل في العودة.

#### الرسالة الإنسانية
في هذه الرواية، لا يقتصر التركيز على معاناة الفرد الفلسطيني فقط، بل يشمل الألم الجمعي لشعب بأسره. كما تسلط الضوء على التحديات التي يواجهها الفلسطينيون في حياتهم اليومية تحت الاحتلال، وتستعرض الحروب والمعارك التي مروا بها، من معركة بيروت 1982 إلى معركة مخيم جنين 2002. وفي هذا السياق، لا تقتصر الرواية على تصوير الفقدان والموت بل تدعو أيضًا للتفكير في المستقبل، مع تقديم تساؤلات حول كيف يمكن أن ينظر أبطال الأساطير والملاحم إلى هذا الصراع الفلسطيني، مما يجعل الرواية دعوة للتأمل في تاريخ الشعوب وآلامها.